# 羊肠村站
羊肠村站是昆明地铁2号线的地铁车站，位于中华人民共和国云南省昆明市盘龙区北京路与谷丰路交叉口，于2014年4月30日开通。

## 车站结构
羊肠村站位于北京路与谷丰路交叉口，沿北京路设置，呈南北走向，为地下两层岛式站台车站，车站长264.4米，标准段宽21.3米，车站地下一层为站厅层，地下二层为站台层，站台设置全高站台门。车站北侧设有一条单渡线。
| 地面              | 出入口 | A、B、C、D出入口 |
| 地下一层          | 站厅   | 客服中心、自动售票机、验票机 |
| 地下二层          | 站台   | \| \| \| █ 2号线往北部汽车站（司家营） \| \| 島式 · 開右邊车门 \| \| \| \| \| \| █ 2号线往 █ 1号线大学城南及昆明南火车站（霖雨桥） \| |
|                   |        | █ 2号线往北部汽车站（司家营） |
| 島式 · 開右邊车门 |        | |
|                   |        | █ 2号线往 █ 1号线大学城南及昆明南火车站（霖雨桥）                                                                                     |

## 出入口
羊肠村站共有4个出入口，各出口及周围设施如下所示：
| 编号                  | 地点   | 建议前往的目的地 | 照片 |
| --------------------- | ------ | ---------------- | ---- |
| 出口 · A              | 北京路 | 金江小区融苑     |      |
| 出口 · B              | 红园路 | 金江小区瑞园     |      |
| 出口 · C · 升降机标志 | 谷丰路 | 金江小区旭苑     |      |
| 出口 · D              | 北京路 | 金江小区云苑     |      |
| 註： 設有             |        |                  |      |

## 接驳交通

### 公交车
- 羊肠村地铁站(红园路)：DZ50路，Z156路，Z70路
- 金江小区：23路，23路夜，69路，Z1路

## 车站历史
本站建设时期工程名为司家营站，开通前确定以羊肠村站作为车站正式名称。而车站北侧相邻的工程名为羊肠村的车站被命名为司家营站。
- 2011年6月15日，车站主体结构完工[2]。
- 2014年4月30日，车站随1、2号线首期工程全线通车开通[1]。
- 2020年1月30日，受新冠疫情影响，车站暂停运营[4]。3月18日，车站恢复运营[5]。